# Trachylejeunea grolleana
Trachylejeunea grolleana là một loài Rêu trong họ Lejeuneaceae. Loài này được Pocs mô tả khoa học đầu tiên năm 1999.